# C. V. Vigneswaran

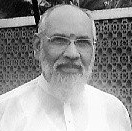
C. V. Vigneswaran

Canagasabapathy Visuvalingam Vigneswaran (Tamil க. வி. விக்னேஸ்வரன்; * 23. Oktober 1939 in Hultsdorf, Colombo) ist ein sri-lankischer Politiker der Tamil National Alliance. Er ist seit dem 7. Oktober 2013 Chief Minister (Regierungschef) der Nordprovinz von Sri Lanka.